# II Congresso do Partido Operário Social-Democrata Russo
O II Congresso do Partido Operário Social-Democrata Russo ocorreu entre 30 de julho e 23 de agosto de 1903 (no calendário juliano, que na época ainda vigorava na Rússia, entre 17 de julho e 10 de agosto). As primeiras seções (até 5 de agosto) foram realizadas em Bruxelas, Bélgica; porém, diante da eminente intervenção policial, os delegados se dirigiram até Londres. Participaram do congresso 43 delegados com um total de 53 votos, representando 26 organizações, com a intenção de unificá-las em um único partido político de orientação marxista na Rússia, conforme anunciado no I Congresso em 1898. O congresso deveria elaborar um programa, escolher os comitês do partido e decidir sobre questões táticas e organizacionais.
Durante esse congresso, delimitaram-se duas facções principais: uma maioria denominada bolchevique (do russo Большевик, "membro da maioria"), que se unia em torno de Lenin e que conseguiu a aprovação de grande parte do programa proposto no jornal Iskra, e uma minoria denominada menchevique (do russo Меньшевик, "membro da minoria"), esta reunida em torno do até então iskraísta Julius Martov. Os nomes eram decorrentes da vitória temporária que os partidários de Lenin obtiveram em algumas votações do congresso.